# یوهانس شونه
یوهانس شونه (به آلمانی: Johannes Schöne) بازیکن فوتبال و هافبک اهل آلمان شرقی بود که از سال ۱۹۵۴ میلادی عضو تیم ملی فوتبال آلمان شرقی بوده‌است. وی در ۳ بازی ملی حضور داشته و در بازی‌های ملی‌اش گلی به ثمر نرساند. یوهانس شونه آخرین بازی ملی خود را در سال ۱۹۵۴ میلادی انجام داد.